# アントニー・ドロン
アントニー・ドロン（Anthony Delon, 1964年9月30日 - ）は、フランスの映画俳優。俳優アラン・ドロンと女優ナタリー・ドロンの長男である。レザージャケットのブランド「アントニードロン1985」も手掛けている。

## 来歴

### 出生
1964年9月30日にアメリカ・ロサンゼルス市内の病院で出生し、1歳のときに両親とともにフランスへ帰国する。
4歳のときに両親が離婚。父アランは、ミレーユ・ダルクと新たな人生を歩むことを決める。母ナタリーが女優としてのキャリアを追い求めるため、アランをデビューさせた芸能人事務所ジョルジュ・ボームが後見人としてアントニーを育てる。
アントニーは、厳しい規則に縛られた学校や寮生活に反発。度重なる転校を重ね、ロンドンのレコード会社に就職。その後、ナイジェリアで軍政に反対し、黒人解放運動家としても知られる同国出身の歌手フェラ・クティのドキュメンタリーを作ろうとするなどの試行錯誤を重ねる。18歳のときに銃の所持で逮捕されるが、出所後にレザージャケットのブランドを立ち上げ、20歳のときに最初のコレクションを手がける。1年後には、フランスとヨーロッパに130店舗を展開するまでに至る。

### 銀幕へのデビュー
アントニーはアメリカ・ニューヨークへ移り、ポップアート芸術家のアンディ・ウォーホル、ファッションデザイナーのダイアン・フォン・ファステンバーグ、女優のブルック・シールズ等、様々なアーティストと交友を深め、充実した生活を送る。そしてイタリア人映画監督のアルベルト・ラットゥアーダと出会い、映画『心の棘』の撮影のためにローマへ渡る。翌年、映画『予告された殺人の記録』がカンヌ国際映画祭に出品される。この作品は南米や東ヨーロッパ等で成功を収めたものの、母国フランスでは父アランとの比較に終始された。
24歳のときにロサンゼルスへ移り、ユタ州にいた母ナタリーと再会する。ロサンゼルスで演技指導を受ける傍ら、フランスでのビジネスを続ける。その後パリへ戻るが、フランス映画界では父アランの存在が大きく、アントニーは俳優として認められずに苦労する。
33歳のときに映画『原色パリ図鑑』にモーリス役で主演を務め、映画は大成功を収める。アントニーは俳優としてテレビや舞台で活躍を続ける。

### 私生活
2006年にソフィー・クレリコと結婚。ソフィーとの間にルー・ドロン（長女 1996年2月4日生まれ）とリヴ・ドロン（次女 2001年8月25日）を授かるが、2012年に離婚。以後アントニーはシングルファーザーとして2人の娘を養育しており、Instagramで公開の仲の良い親子写真が話題になる。数々のインタビューでも自分の幼少期を振り返り、家族の重要性を語る。

### スポーツ
幼いころから、柔道、水泳、水上スキー、ボクシング等、様々なスポーツに挑戦する。武道家から剣道を薦められたこともある。
F1レースの大ファンで、30年間欠かさずに観戦。自身でもレースライセンスを取得し、8年間でF3フランス杯で優勝、アルファ145・フランス国内大会にも参加し、アルビ・グランプリ24時間レースでは第2位を獲得。

### エピソード
レザージャケットのブランドに日本の諺「七転び八起き」を使っている。諺の通り、転んでは起きがってきた自身の波乱万丈な人生、失敗・挫折から学んできた人生の哲学を表している。
自然を敬愛し、特に「木」に特別なエネルギーを感じていることから、木の上の小屋に住むのが夢で、自分の娘のためにも小屋を建てている。 
30年前、日系ヨーロッパ人モデルと出会った時に仏教哲学と出会い、以来深い造詣を持つ。インタビューでも、内面への影響も大きいが、外部つまり人との接し方が大きく変わったと語る。 
F1レーサーのアイルトン・セナをF1パイロットとして、そして彼の精神的な強さを尊敬している。世界で最も素晴らしいサーキットはベルギーのシルキュイ・ド・スパ＝フランコルシャンと日本の鈴鹿と語る。

## 主な作品
- 予告された殺人の記録 (Chronique d'une mort annoncée, 1986)
- 原色パリ図鑑 (La Vérité si je mens, 1997)